# Desmercantilización
Desmercantilización es el grado de inmunización de los ciudadanos de la dependencia de mercado.
La desmercantilización es en primer lugar una demanda social que pretende garantizar la viabilidad del derecho de acceso a determinados bienes fuera del mercado. Esos bienes están así fuera del mercado. Un ejemplo de desmercantilización sería internet antes de devenir mayoritariamente proporcionado por proveedores de servicios de Internet privados.
La desmercantilización como estrategia para consumo sostenible  actúa desde el contexto institucional de consumo en sociedades Occidentales. Otras estrategias del consumo sostenible serían la  eco-eficacia y eco-suficiencia. Así, mientras la estrategia de eco-eficacia apunta el producto y la de eco-suficiencia apunta la persona (el consumidor como tomador de decisiones), la desmercantilización es la estrategia que apunta al contexto institucional en qué consumo tiene lugar, buscando la disminución de la influencia de las mercancías y limitar el efecto del mercado.
La desmercantilización ha sido también analizada como un efecto de la revolución digital. En este caso, no se trata de una demanda social, sino de una demanda comunitaria consumada. Algunos casos célebres son la propia Wikipedia, que ha expulsado del mercado a editores de enciclopedias como la Enciclopedia Encarta. En este caso, un bien comercializable, como una enciclopedia en CD-ROM o papel de pronto tiene la competencia de un bien libre y gratuito como Wikipedia en virtud de una comunidad que decide crearla, algo que deja con muy pocas posibilidades de venta al producto comercializable.